# 近由子
近 由子（こん よしこ、10月15日 - ）は、日本の漫画家、漫画原作者。

## 来歴
2016年、アフタヌーン四季賞冬のコンテストで『和菓子屋の娘』準入選。

## 作品リスト
- 女なのでしょうがない（『マンガボックス』2015年15号[1] - 2016年24号[2]）全5巻
  1. 2015年9月9日発売、ISBN 978-4-06-395471-5
  2. 2015年11月9日発売、ISBN 978-4-06-395528-6
  3. 2016年1月8日発売、ISBN 978-4-06-395574-3
  4. 2016年4月8日発売、ISBN 978-4-06-395643-6
  5. 2016年6月9日発売、ISBN 978-4-06-395683-2
- 飛んで火に入る適齢期（『マンガボックス』2017年5月16日 - ）作画：なかはら★ももた、全2巻（電子のみ）
- ままならない今日この頃（『CLASSY.』）
- 跳ね火（『月刊アフタヌーン』） - 読み切り
- おあいにくさま!（『月刊アフタヌーン』2018年12月号 - 2019年9月号）
- バツイチ2人は未定な関係 既刊3巻[3]
- 古き佳きあたしたち。（『Eleganceイブ』2023年1月号[4]） - 読み切り
- まばゆいね、珠緒くん。（『Eleganceイブ』2023年7月号[5] - 2024年12月号）